# ژیان‌مرغک موش‌رنگ
ژیان‌مرغک موش‌رنگ (نام علمی: Phaeomyias murina) نام یک گونه از تیره ژیان‌مرغ است.